# 체르마트역
체르마트역(독일어: Zermatt)은 스위스 발레주에 있는 체르마트의 자동차 없는 등산 및 스키 리조트를 운행하는 미터궤 기차역이다. 피스프(스위스 연방 철도 제공) 및 브리크(스위스 연방 철도 및 BLS AG 제공)에서 표준궤 노선과 체르마트를 연결하는 BVZ 체르마트 철도(BVZ)의 남쪽 종점이다. 1월 1일부터 BVZ는 BVZ와 푸르카 오버알프 철도(FO)의 합병에 따른 마터호른 고트하르트 철도(MGB). 역은 고르너그라트 철도의 계곡 종점인 체르마트 GGB역 건너편에 있다.

## 개요
매일 이 지점에서 MGB가 운영하는 여러 빙하특급 열차가 체르마트역에서 출발하거나 종착한다. MGB는 또한 브리크에 시간 간격으로 지역 서비스를 운영한다.
또한, 체르마트의 차량 통행 금지 상태로 인해 MGB는 체르마트와 인근 테시 사이를 자주 운행하는 특별 셔틀 열차 서비스를 제공한다. 대부분의 경우 이 서비스는 20분 간격으로 운영된다. 12분이 걸린다.

## 운행편
다음 서비스는 체르마트에서 정차한다.
- 빙하특급 : 계절에 따라 하루에 한 대 이상의 기차가 장크트모리츠 또는 쿠어까지 운행한다.
- 레기오 :
  - 피스프까지 30분마다 운행하며, 다른 모든 열차는 피쉬까지 계속 운행한다.
  - 테시까지 20분 간격으로 셔틀 서비스가 제공된다.

## 갤러리

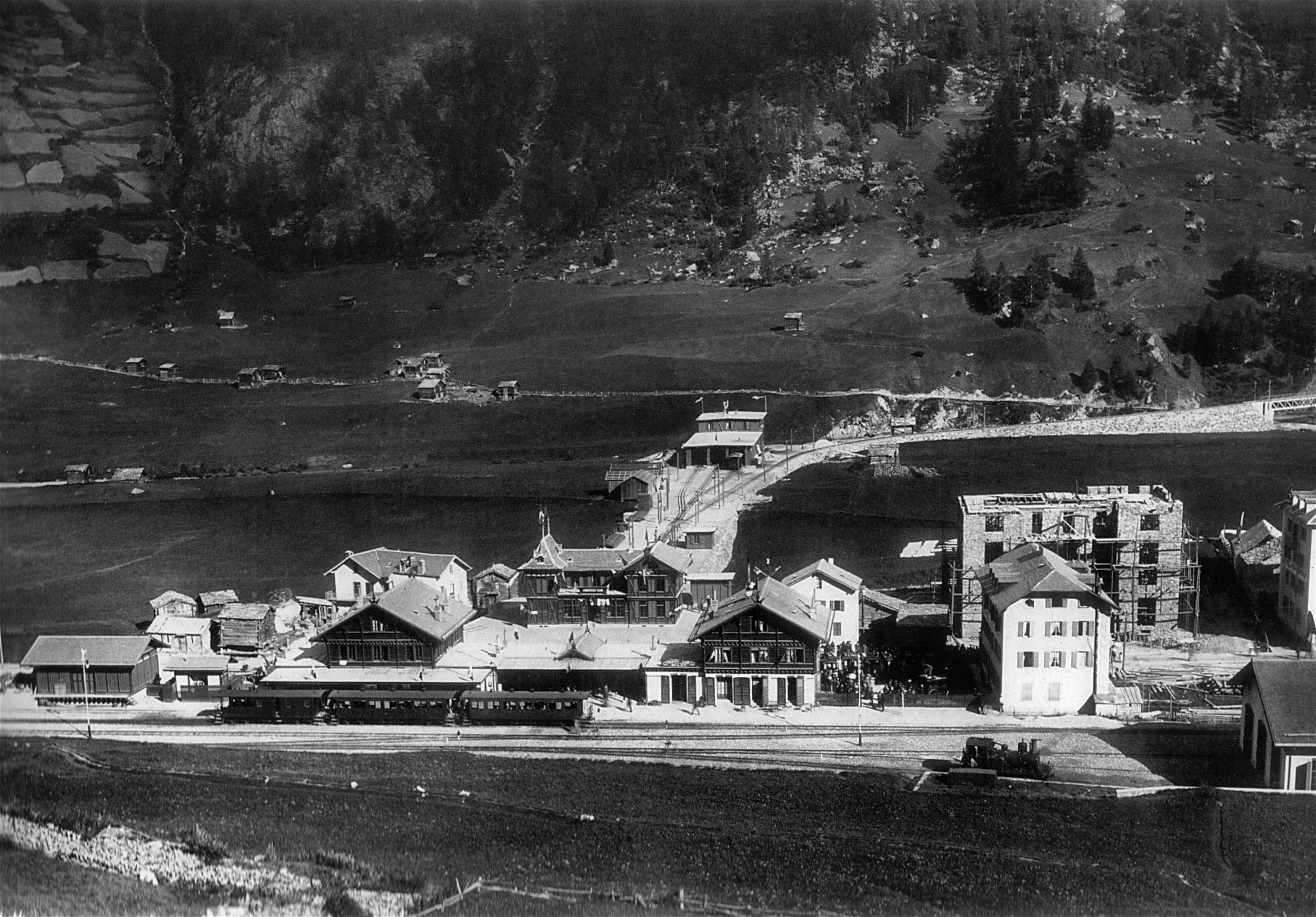
체르마트역, 1900년경
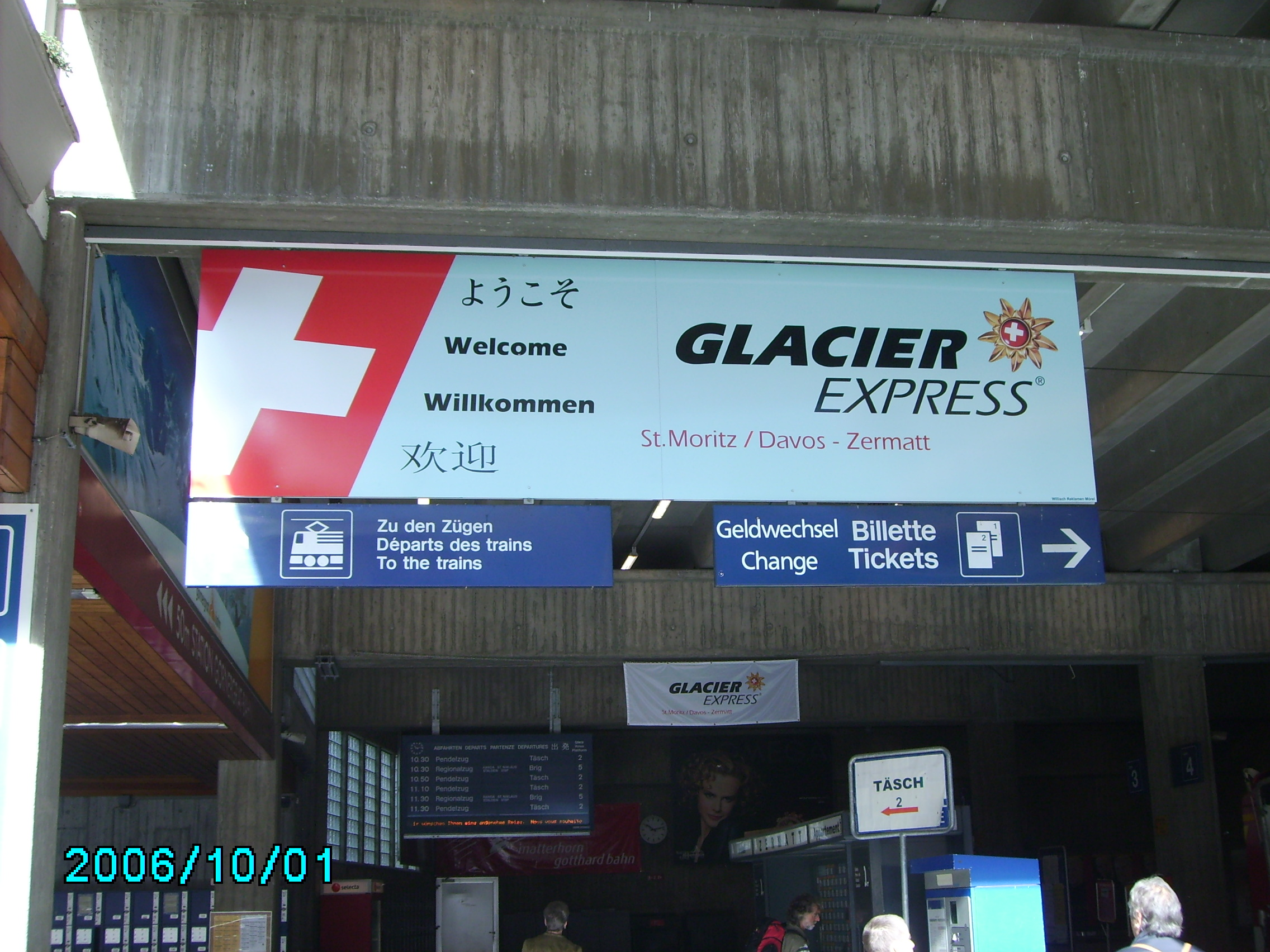
빙하특급 환영 표지판
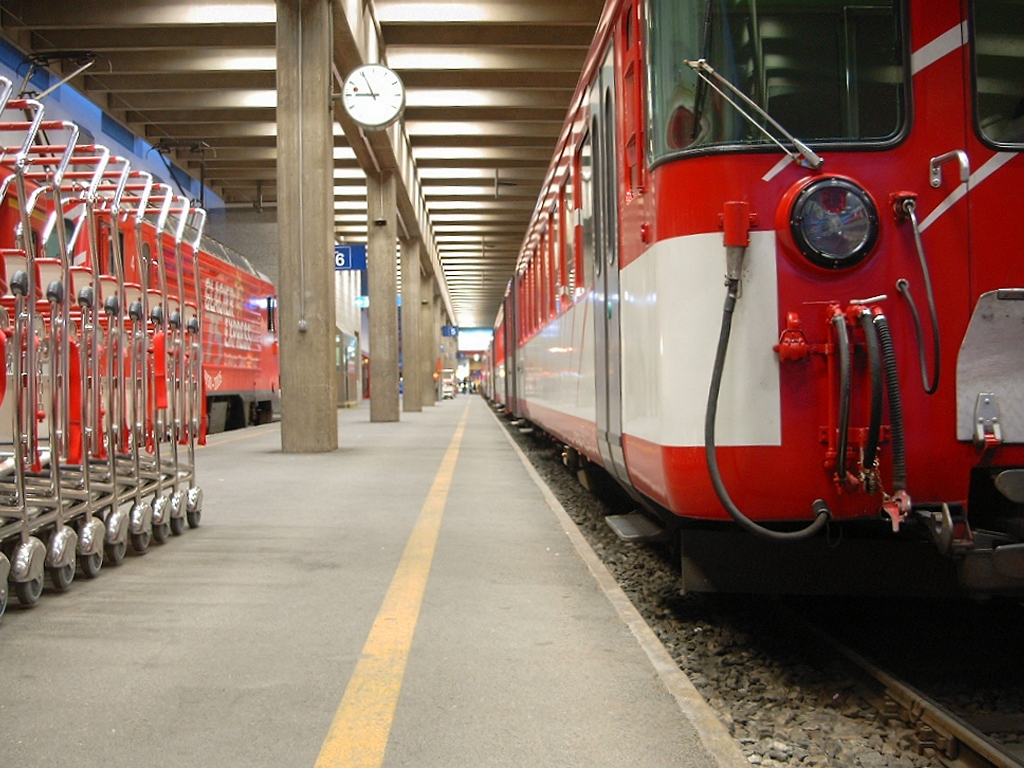
역의 중앙 홀
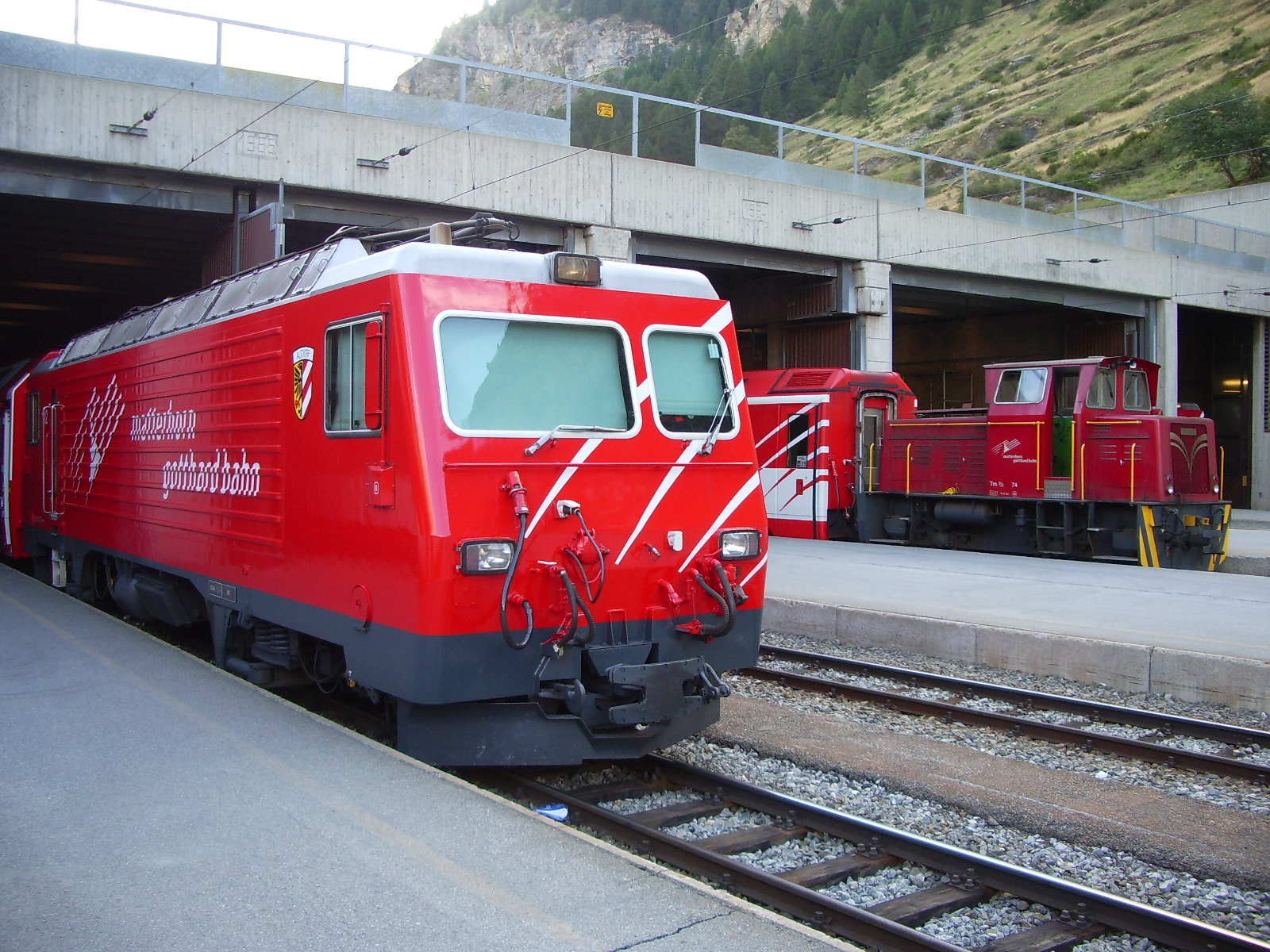
HGe 4/4 II No. 102와 Tm 74.

## 같이 보기
- 빙하특급
- 마터호른 고트하르트 철도
- 체르마트
- 마터호른산